# كلاوديو مارتيني
كلاوديو مارتيني (بالإيطالية: Claudio Martini)‏ هو سياسي إيطالي، ولد في 10 يناير 1951 في باردو في تونس. حزبياً، نشط في الحزب الديمقراطي. وقد انتخب رئيس البلدية ‏ توسكانا ( – 27 أبريل 2010) وانتخب عضو مجلس الشيوخ الإيطالي (4 مارس 2013 – 22 مارس 2018) وانتخب عمدة براتو (2 يونيو 1989 – 24 أبريل 1995).